# Maacoccus watti
Maacoccus watti är en insektsart som först beskrevs av Green 1900.  Maacoccus watti ingår i släktet Maacoccus och familjen skålsköldlöss. Inga underarter finns listade i Catalogue of Life.